# Под угрозой смерти
«Под угрозой смерти» (другое название «Смерть по правилам», англ. Donato and Daughter) — американский фильм 1993 года выпуска.

## Сюжет
Детективы Дина Донато и Майк расследуют серию жестоких убийств монахинь в одном маленьком американском городке, в ходе расследования раскрывается много страшных подробностей этого дела.

## В ролях
- Чарльз Бронсон — Сержант Майк Донато
- Дана Дилейни — Лейтенант Дина Донато
- Ксандер Беркли — Росс Лоринг
- Дженетт Голдстин — Джуди Маккартни
- Роберт Госсетт — Детектив Боддинс
- Бонни Бартлетт — Рената Донато